# Tanjung Baringin (Huta Raja Tinggi)
Tanjung Baringin is een bestuurslaag in het regentschap Padang Lawas van de provincie Noord-Sumatra, Indonesië. Tanjung Baringin telt 329 inwoners (volkstelling 2010).